# نیوفاوندلند لندن
نیوفاوندلند لندن (انگلیسی: Newfoundland, London) ساختمان مسکونی ۵۸ طبقه مستقر در شهر لندن است، که پروژه ساخت آن در  ۲۰۱۵ آغاز شد و در سال ۲۰۲۱ به بهره‌برداری رسید.